# Hendrik van Bylandt (1350-1405)

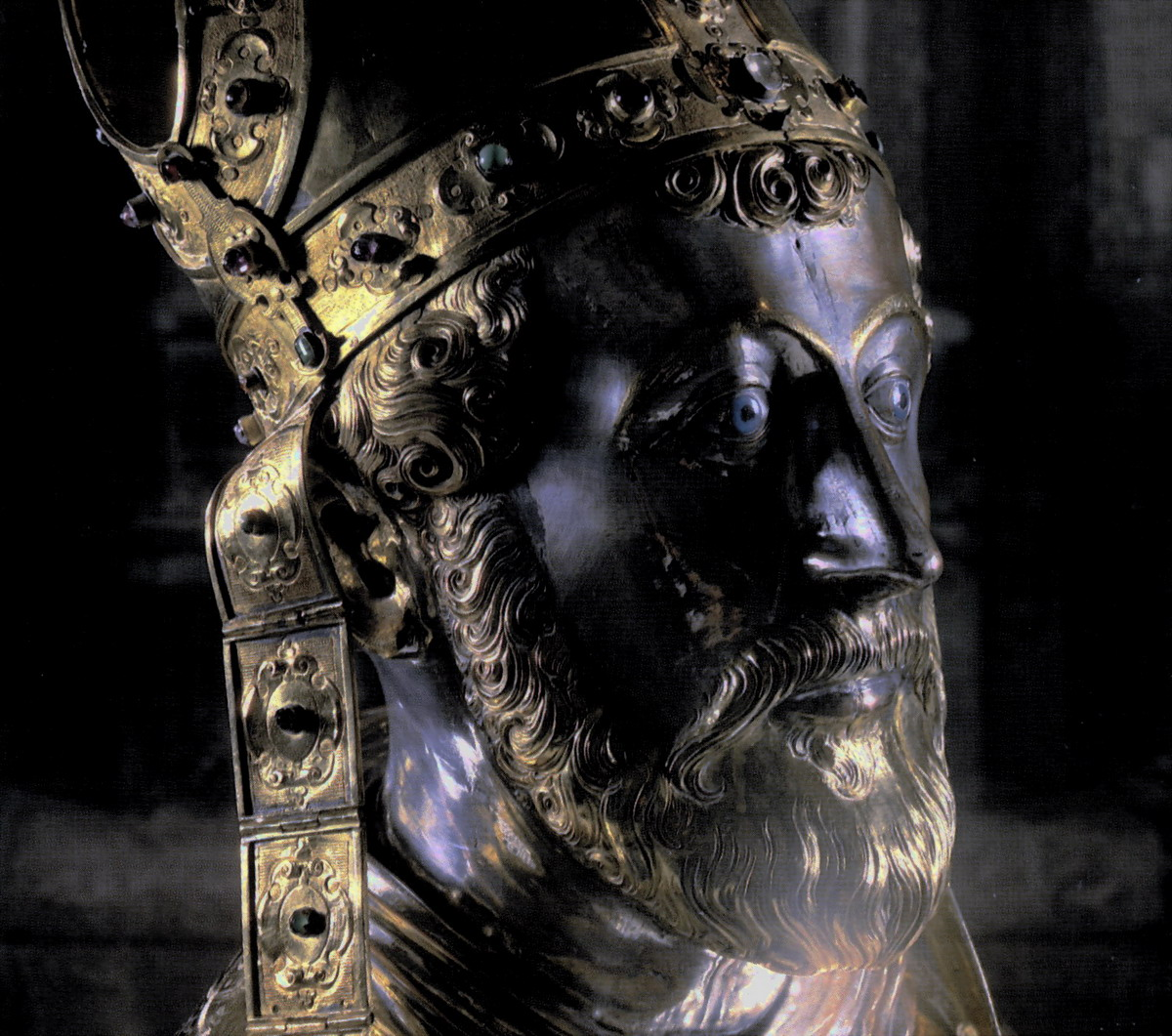
Borstbeeld van Sint-Servaas, tijdens het bewind van proost Hendrik van Bylandt tot stand gekomen

Hendrik van Bylandt, ook wel van/von Bylant of Bilant genoemd (na 1350 - 14 januari 1405), was een vooraanstaand geestelijke in de Bourgondische Nederlanden. Hij was proost van enkele kapittels, waaronder het kapittel van Sint-Servaas te Maastricht. Als hoofd van het kapittel was hij de hoogste gezagsdrager in de Elf banken van Sint-Servaas, een rijksonmiddellijk territorium in het Heilige Roomse Rijk, en was hij tevens heer van Tweebergen en Mechelen-aan-de-Maas.

## Levensloop
Hendrik van Bylandt was een telg uit de vooraanstaande Gelderse familie Van Bylandt. Hij was de jongste van vier zonen van Otto van Bylandt en Christina van Arnhem, die in 1349 gehuwd waren. Als jongere zoon was hij voorbestemd voor een kerkelijke carrière.
Bylandts aspiraties lijken in de jaren 80 van de 14e eeuw enigszins gefrustreerd te worden door het Westers Schisma, de strijd tussen de 'officiële' paus in Rome, Urbanus VI, en de tegenpaus in Avignon, Clemens VII. Laatstgenoemde trachtte waar mogelijk aanhangers van Urbanus, 'urbanisten', te vervangen door eigen medestanders. In 1380 ontnam hij de urbanist Gijsbert Kock het proostschap van het Utrechtse Domkapittel, om daarvoor in de plaats Hendrik van Bylandt te benoemen, maar uiteindelijk lukte dat niet. Wel was Hendrik, die 'familiaris' (medestander) van Clemens VII werd genoemd, toen proost van het Heilige-Apostelenkapittel in Keulen, maar het is niet bekend of hij die positie wist te behouden. In 1386 wordt hij genoemd als kanunnik van het Sint-Maartenskapittel in Kranenburg en een niet nader omschreven kapittel in Amiens. Hij onderneemt dan opnieuw een poging om proost te worden, ditmaal van het Domkapittel in Xanten, maar ondanks een petitie aan paus Urbanus VI mislukt ook dit.
Rond 1400 werd hij door hertogin Johanna van Brabant benoemd tot proost van de Sint-Servaaskerk. Het kapittel van die kerk betwistte de benoeming, waarop de 82 jaar oude hertogin, gesteund door haar achterneef Anton van Bourgondië, die zij tot ruwaard had aangesteld, het kapittel dwong hem aan te nemen.

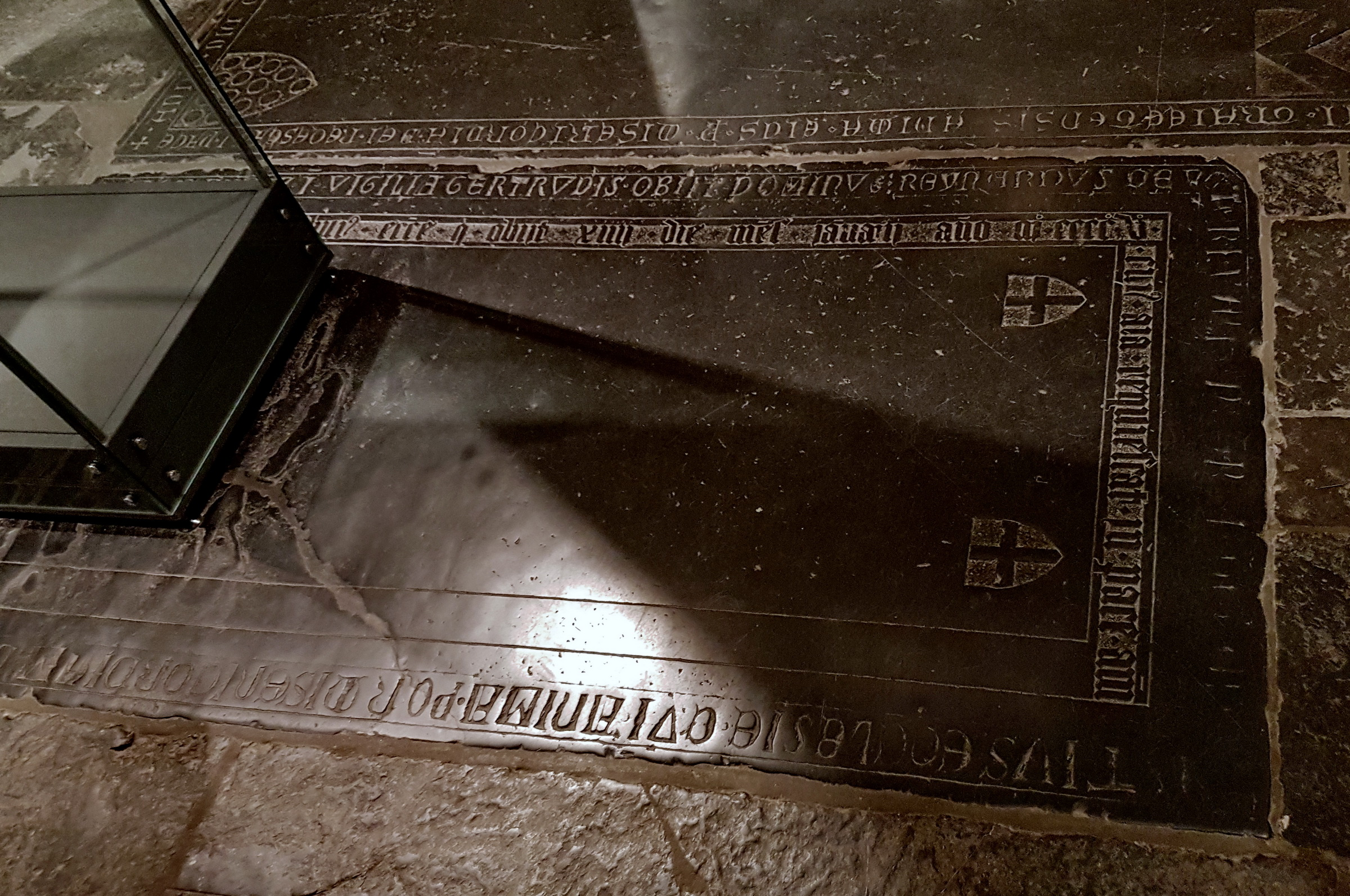
Dubbel gebruikte grafzerk Van Bylandt

Hij stierf op 14 januari 1405 en werd begraven in de Dubbelkapel in de kruisgang van de Sint-Servaasbasiliek. In deze grafkapel, vlak bij de reliekenschat van het kapittel, kreeg hij een ereplaats vóór het altaar. Aangezien  deze plek al bezet was door de 13e-eeuwse deken Reynier van Oud Valckenborgh, werd Van Bylandts grafschrift aan diens zerk toegevoegd.

## Nalatenschap
Tijdens zijn bewind werd in 1403 een schedelfragment van Sint-Servaas overgeplaatst naar een speciaal daarvoor vervaardigd zilveren reliekenbeeld, het borstbeeld van Sint-Servaas. Deze buste wordt vaak in verband gebracht met een schenking van ene hertog Hendrik van Beieren, mogelijk Hendrik XVI van Beieren, die in Maastricht genezen zou zijn van jicht. Hendrik XVI was in 1403 pas 17 jaar oud, dus wellicht werd een andere hertog van Beieren bedoeld, maar opvallend is dat in hetzelfde jaar de stad Maastricht enkele privileges verkreeg (of bevestigd kreeg) van de bisschop van Luik, Jan van Beieren, een familielid van de Beierse hertog. Een jaar eerder, in 1402, zou een zoon van de hertog van Beieren in de Sint-Servaaskerk zijn begraven. De Servaasbuste raakte in de nasleep van het beleg door Parma in 1579 zwaar beschadigd, maar acht zilveren reliëfs van het voetstuk bevinden zich in het Museum für Kunst und Gewerbe in Hamburg. Ook wordt vermoedt dat delen van de huidige reliekbuste uit de tijd van Van Byland dateren.